# Sixmile Lake (Innoko Wilderness)
Der Sixmile Lake (englisch für „Sechs-Meilen-See“) ist ein See im Süden des Innoko National Wildlife Refuge im Westen des US-Bundesstaates Alaska. Der lokale Name des Sees wurde 1964 von Arthur Gervais vom U.S. Geological Survey (USGS) gemeldet.

## Lage
Der Sixmile Lake befindet sich in einer von Seen und Teichen durchzogenen Landschaft mit Schwarzfichtenwäldern und Moor- und Feuchtgebieten. Der Sixmile Lake befindet sich innerhalb der „Innoko Wilderness“, ein speziell ausgewiesenes Schutzgebiet innerhalb des Innoko National Wildlife Refuge. Der annähernd kreisrunde See weist keine Inseln auf. Er hat eine Wasserfläche von 13,54 km². Die maximale Längsausdehnung liegt bei etwa 4,5 km. Der etwa 28 m hoch gelegene See wird im Nordwesten durch einen schmalen Landstreifen von einem 2,8 km² großen ebenfalls annähernd kreisrunden namenlosen See getrennt. Der Sixmile Lake befindet sich zwischen den Flussläufen von Yetna River, 2 km westlich, und Iditarod River, 3,5 km östlich, die beide nach Norden fließen. Ein oberirdischer Abfluss ist nicht erkennbar. Nächstgelegene Orte sind Grayling, Anvik und Shageluk im Westen und Südwesten (zwischen 85 und 110 km entfernt) sowie Takotna und McGrath im Osten (zwischen 100 und 125 km entfernt).